# Reginald Punnett
Reginald Crundall Punnett (* 20. Juni 1875 in Tonbridge, Grafschaft Kent; † 3. Januar 1967 in Bilbrook, Grafschaft Somerset) war ein britischer Genetiker.

## Leben und Wirken
1898 schloss er sein Studium in Zoologie an dem Gonville and Caius College, Cambridge, erfolgreich ab, obwohl er dort ursprünglich Medizin studieren wollte. Nach seinem Abschluss verblieb er an diesem College.
1905 entdeckte er die gekoppelte Vererbung von Genen.
Zusammen mit William Bateson gründete er 1910 das Journal of Genetics.
Punnett wurde der erste Arthur Balfour Professor of Genetics in Cambridge, nachdem Bateson 1912 die Universität verlassen hatte. Im gleichen Jahr wurde Punnett auch Mitglied der Royal Society. 1922 erhielt er von der Royal Society die Darwin-Medaille.
1940 trat er in den Ruhestand.
Siehe auch: Punnett-Quadrat
| Personendaten    | Personendaten                                   |
| ---------------- | ----------------------------------------------- |
| NAME             | Punnett, Reginald                               |
| ALTERNATIVNAMEN  | Punnett, Reginald Crundall (vollständiger Name) |
| KURZBESCHREIBUNG | britischer Genetiker                            |
| GEBURTSDATUM     | 20. Juni 1875                                   |
| GEBURTSORT       | Tonbridge, Grafschaft Kent                      |
| STERBEDATUM      | 3. Januar 1967                                  |
| STERBEORT        | Bilbrook, Grafschaft Somerset                   |